# Armoriale delle famiglie italiane (Com-Cop)
Questo è l'armoriale delle famiglie italiane il cui cognome inizia con le lettere che vanno da Com a Cop.

## Armi

### Com
| Stemma | Casato e blasonatura |
| ------ | --- |
|        | Comandi (Pistoia) Troncato: nel 1º d'oro, muragliato di nero; nel 2º di rosso pieno (citato in (13)) |
|        | Comandini (Cesena) (la blasonatura non è stata ancora caricata) (citato in BLCW) Immagine in Blasone Cesenate. |
|        | Comandoli (Pisa, Firenze) D'azzurro, a tre filetti increspati in fascia d'oro, e al filetto in palo attraversante dello stesso (citato in (13)) |
|        | Comandoli (Pisa) palo di oro - 3 paia di scaglioni rovesciati di oro su azzurro (citato in LEOM) |
|        | Comazzola ? o Comazzoli ? (Vercelli ?) D'azzurro, a tre amaidi d'oro, con il capo di [...] (citato in (15)) |
|        | Comba (Pinerolo) Troncato, al 1° di rosso, al sole d'oro, al 2° d'azzurro, a due monti che formano una comba d'oro, con la fascia d'oro sulla partizione (citato in (15)) |
|        | Combes de Lestrade (Ragusa Inferiore, Parigi) Titolo: barone di Donnafugata, S. Giuseppe di rosso, al leopardo d'oro, seduto, col capo d'azzurro, cucito, carico di tre stelle d'argento, ordinate in fascia (citato in (4) – Vol. II pag. 515 e in (26)) Notizie storiche in Famiglie nobili di Sicilia. |
|        | Combi (Bologna) Titolo: Conte di Cesana d'azzurro all'uccello al naturale, poggiato su un monte di tre cime di verde cucite, al lambello nel capo di cinque pendenti cuciti di rosso, sormontato da una stella (5) d'oro (citato in (4) – Vol. II pag. 516) |
|        | Comello (Preganziol (Treviso)) Titolo: Nobile troncato: a) d'azzurro alla cometa d'oro, posta in banda; b) di argento a tre bande di rosso (citato in (4) – Vol. II pag. 516) |
|        | Comello o Comelli (Biella) D'argento, a tre teste d'aquila di nero, rostrate d'oro, tenenti ciascuna un ramoscello di verde Motto: Sic Jovi gratus (citato in (15)) |
|        | Comello (Torino) D'oro, a tre bande d'azzurro Motto: Sourtout fais devoir (citato in (15)) |
|        | Comello Montalban (Chioggia, Preganziol) cometa in banda di oro su azzurro - 3 bande di rosso su argento (citato in LEOM) |
|        | Comerci (Tropea) di azzurro al braccio di ferro tenente un falcone, con tre stelle di argento due in capo ed una in punta, con la scritta "volate cuncta" (sic !) (citato in BLCL) Immagine e notizie storiche in Tropea Magazine. |
|        | Comerci (Tropea) (LA) campum ceruleum fasciam rubeam bracchium ferratum tenens falconem tres stellas argenteas cum dicto 'Volat cuncta' (citato in BLCL) Immagine e notizie storiche in Tropea Magazine. |
|        | Cometti (Fossano) D'azzurro, alla cometa di rosso, bordata d'oro, ondeggiante in palo, accostata da due gigli verso il capo, e da due stelle verso la punta, il tutto d'oro (citato in (15)) |
|        | Comhaire (Colle) Inquartato: nel 1º e 4º d'argento, al leone di nero; nel 2º e 3º d'oro, al fiore di pens??e d'azzurro, stelato e fogliato di verde; alla croce spinata di rosso, passata sull'inquartatura (citato in (13)) |
|        | Comi (Firenze) D'azzurro, al leone d'oro, tenente in palo un maglio (o martello) dello stesso (citato in (13)) |
|        | Comi (Toscana) (DE) In Blau 1 goldener Löwe, mit beiden Pranken 1 schwarze Streitaxt haltend (citato in (28)) |
|        | Comi (Reggio Calabria) (la blasonatura non è stata ancora caricata) (Immagine nella Raccolta stemmi Trippini (JPG).) |
|        | Comincioli (Verona) 2 pile rovesciate uscenti dalla punta di oro su azzurro - 2 stelle (5 raggi) di oro poste in fascia in alto su azzurro (citato in LEOM) |
|        | Cominelli (Milano, Mezzolombardo, Terzolas) Titolo: Nobile troncato, alla fascia ristretta d'oro sulla troncatura: a) d'azzurro al liocorno d'argento passante sopra la fascia; b) di rosso a tre gigli d'oro posti in fascia Cimiero: la testa e il collo del liocorno dello scudo (citato in (4) – Vol. II pag. 516) |
|        | Comini (Venezia) (FR) De gueules, à une aigle écartelée d'or et de sable (citato in JB Rietstap (archiviato dall'url originale il 17 giugno 2016).) |
|        | Comite o Comiti o Comito o Comite Mascambruno o Conte (Napoli, Amalfi, Sorrento, Bari, Messina) Titolo: Marchesi di Montenero e di Priola, Conti Imperiali e di Candela... d'argento, alla fascia d'azzurro, caricata da tre stelle d'oro, e due bande ondate d'azzurro attraversanti (citato in (16), in Mango e in (26)) alias bordata dentata di rosso al centro d'argento a due bande di azzurro (citato in (16) e in Mango) Notizie storiche in Famiglie nobili di Sicilia. |
|        | Comitibus de Castro Seprio (la blasonatura non è stata ancora caricata) (citato in DAlena) |
|        | Commendali (Cremona) d'azzurro a quattro doppi caprioli d'argento e al palo dello stesso attraversante sul tutto (citato in BLCR) Immagine in Blasonario Cremonese (archiviato dall'url originale il 1º giugno 2017). |
|        | Como (Napoli, Trani) Titolo: duca di Casalnuopvo; barone di Santo Stefano, patrizio di Trani d'azzurro ad un crescente d'argento accompagnato da tre stelle d'oro, due in capo ed una in punta (citato in (4) – Vol. II pag. 517, in (16) e in (19)) Notizie storiche in Nobili napoletani. |
|        | Comotto (Torino) Titolo: baroni di Piverone Inquartato, al 1º e 4º bandato d'oro e di rosso, al 2º e 3º di rosso al leone d'oro Motto: Vigili prudentia regor (citato in (15)) |
|        | Compagna (Napoli, Roma) Titolo: Principe di Marsico Novo, nobile di Messina, col trattamento di Don, barone troncato di oro e di nero, al leone dell'uno e dell'altro (citato in (16)) leone rampante troncato di nero e di oro su troncato di oro e di nero (citato in LEOM) |
|        | Compagna o Compagno (Messina) troncato d'oro e di nero, al leone dell'uno nell'altro (citato in Mango) diviso d'oro e di nero con un leone dell'uno nell'altro (citato in (26)) Notizie storiche in Famiglie nobili di Sicilia. |
|        | Compagnani (Milano) (la blasonatura non è stata ancora caricata) (citato in DAlena) |
|        | Compagni (Firenze) d'oro alla banda di nero (citato in (4) – Vol. II pag. 517) |
|        | Compagni (Firenze, Pisa) D'oro, alla banda di nero (citato in (13)) (DE) In Gold 1 schwarzer Schrägbalken (citato in (28)) alias D'oro, alla banda di nero, accompagnata nel cantone sinistro del capo da una rosa di rosso (citato in (13)) (DE) In Gold 1 schwarzer Schrägbalken, im linken Obereck begleitet von 1 roten Rose (citato in (28)) |
|        | Compagni (Lucca) Troncato: nel 1º d'azzurro, al liocorno d'argento, nascente dalla troncatura; nel 2º partito d'argento e di verde (citato in (13)) |
|        | Compagni Fetti (Pistoia) D'oro, al delfino guizzante in palo di rosso, addestrato dalla fascia ritirata a destra d'azzurro, caricata di una stella a otto punte del campo; il tutto accompagnato in capo da tre palle, 1.2, l'una d'azzurro e le due di rosso (citato in (13)) |
|        | Compagnone (Sicilia) d'oro, alla fascia di rosso, sostenente due uccelli affrontati di nero, e la fede di carnagione manicata di verde, uscente dai fianchi dello scudo, posta in punta (citato in Mango) campo d'oro, con una fascia di rosso accompagnata da due uccelli affrontati di nero, ed in punta da una fede di carnagione manicata di verde (citato in (26)) Notizie storiche in Famiglie nobili di Sicilia. |
|        | Compagnoni di azzurro alla banda d'oro caricata di tre palle di rosso, e accostata da due crescenti d'oro in palo, un in capo ed uno in punta Motto: Tutto onore (citato in (4) – Vol. II pag. 518) |
|        | Compagnoni (Asolo) Fasciato d'azzurro e d'oro. Il capo d'oro all'aquila con il volo abbassato di nero (citato in DAlena) |
|        | Compagnoni Floriani (Macerata, Firenze) partito: nel 1º di azzurro alla banda d'oro caricata di tre palle di rosso, e accostata da due crescenti d'oro in palo, un in capo ed uno in punta (Compagnoni). Nel 2º partito e troncato: ! a) di oro all'aquila bicipite coronata di nero; 2 a) d'azzurro alla stella d'oro di sei raggi; 2 b) scaccato d'azzurro e d'oro (Floriani) Motti: Tutto onore (dei Compagnoni) - Virtute ex alto agitata crescit (dei Floriani) (citato in (4) – Vol. II pag. 518) |
|        | Compagnoni Marefoschi (Potenza Picena) partito: nel 1º di azzurro alla banda d'oro caricata di tre palle di rosso, accostata da due crescenti d'oro posti in palo, uno in capo e l'altro in punta (Compagnoni); nel 2º di azzurro alla banda di rosso accompagnata in capo da tre stelle d'oro (6) poste in banda, ed in punta da un delfino d'oro natante sopra un mare ondato di azzurro (Marefoschi) Motto: Tutto onore (dei Compagnoni) (citato in (4) – Vol. II pag. 518) |
|        | Compagnoni Marefoschi (Potenza Picena) 3 palle di rosso su banda di oro su azzurro - 2 lune di argento in palo su azzurro - delfino su mare al naturale su azzurro - 3 stelle (6 raggi) di oro su azzurro in capo poste 1,2 - trangla di rosso (citato in LEOM) |
|        | Compagnoni Marefoschi (Roma) (la blasonatura non è stata ancora caricata) (Immagine nell' Marefoschi.pdf#view=fit&navpanes=1 Archivio Storico Capitolino.) |
|        | Compalati (Ovada) Di verde, al leone rivoltato di rosso, sostenuto da una campagna di verde, tenente tra le branche una pala da fornaio d'oro, posta in palo (citato in (31)) |
|        | Compalati (Ovada) Trinciato d'azzurro e d'argento, al leone coronato d'oro, tenente tra le branche anteriori una pala da fornaio al naturale, posta in palo e sostenuta dalla branca posteriore destra, attraversante sulla partizione (citato in (31)) |
|        | Compans (Torino) Titolo: conti di Ala di Stura; consignori di Castel Reinero, Giaveno, Orio, Villanova d'azzurro, a tre torri d'oro (citato in (4) – Vol. II pag. 519 e in (15)) alias Troncato, al 1° d'azzurro, a sei bisanti d'argento, 3, 2, 1 (Brichanteau), al 2° di Compans Motto: Il faut voir (citato in (15)) |
|        | Compans di Brichanteau Challant Titoli: Marchese, Conte di Ala, Signore di Orio d'azzurro, a tre torri d'oro Cimiero: il grifone d'argento, armato di rosso, nascente Sostegni: due grifoni d'argento Motto: Il faut voir (citato in (4) – Vol. II pag. 519) |
|        | Compans di Brichanteau Challant Titoli: Marchese, Conte di Ala, Signore di Orio troncato: al 1º d'azzurro a sei bisanti d'oro, 3, 2, 1 (che è l'arma dei Brichanteau de Nangis); al 2º di Compans che è d'azzurro, a tre torri d'oro Cimiero: il grifone d'argento, armato di rosso, nascente Sostegni: due grifoni d'argento Motto: Il faut voir (citato in (4) – Vol. II pag. 519) |
|        | Compareti (Ovada) D'azzurro, al sole d'oro, radioso dello stesso, movente da un monte al naturale, movente a sua volta dalla punta, accompagnato nel capo da tre stelle di sei raggi d'oro, male ordinate (citato in (31)) |
|        | Comparini d'azzurro alla fascia accompagnata in capo da una stella (6) ed in punta da un sole nascente, il tutto d'oro (citato in (4) – Vol. III pag. 297) |
|        | Comparini (Firenze) Troncato: nel 1º d'azzurro, alla cometa d'oro, accompagnata verso il capo da un vaso dello stesso incendiato di rosso, e verso la punta da un arco da arciere posto in fascia di nero; nel 2º bandato di sei pezzi d'azzurro e d'oro; con la fascia di rosso passata sulla troncatura alias Trinciato: nel 1º d'azzurro, alla cometa d'oro, accompagnata verso il capo da un vaso dello stesso incendiato di rosso, e verso la punta da un arco da arciere posto in fascia di nero; nel 2º sbarrato di sei pezzi d'oro e d'azzurro; con la banda di rosso passata sulla partizione (citato in (13)) |
|        | Comparini (Firenze) Di..., al vaso di..., infiammato di... (citato in (13)) (DE) In Blau 1 feuerspeiender goldener Kelch (citato in (28)) |
|        | Comparini (Firenze) Di..., al cane passante di..., sulla scala a pioli di... posta in banda, e sormontato da tre stelle a sei punte di..., ordinate in capo (citato in (13)) |
|        | Comparini (Toscana) (DE) Durch 1 roten Balken blau-blau geteilt: Unten 3 goldene Schräglinksbalken (citato in (28)) |
|        | Comparini Bardsky (Empoli) D'argento, alla fascia di rosso caricata di cinque filetti in sbarra d'oro, e accompagnata in capo da una bilancia al naturale, accostata da due stelle a sei punte d'oro, e in punta da una testa di leone al naturale alias Di..., alla fascia di..., accompagnata in capo da una bilancia di..., accostata da due stelle a otto punte di..., e in punta da una testa di leone di..., accostata da due crescenti montanti di... (citato in (13)) |
|        | Comparini della Scala (Firenze) Troncato di rosso e di verde, al cane attraversante d'argento, collarinato d'azzurro, cinto di rosso e legato di nero, rampante a una scala a pioli, posta in banda d'oro (citato in (13)) |
|        | Compiobbesi (Firenze) Losangato d'azzurro e d'argento (citato in (13)) (DE) Silber-blau gerautetes Feld (citato in (28)) |
|        | Compostella Titoli: Nobile, Conte di Sanguinetto, Conte di rosso al tino o moggio di grano di nero accostato da due leoni controrampanti e coronati d'oro Motto: Servabo (citato in (4) – Vol. II pag. 520) |
|        | Comucci (Firenze) Troncato: nel 1º d'oro, all'aquila dal volo abbassato di nero, coronata del campo; nel 2º d'azzurro, alla crocetta patente di rosso, accantonata da quattro stelle a otto punte d'oro (citato in (13)) |
|        | Comunale o Cuminale (Sicilia) d'azzurro, all'aquila bicipite, spiegata d'oro (citato in Mango) |
|        | Comune (Torino) Titolo: conti di Piazzo D'argento alla torre di rosso, aperta e finestrata di due pezzi di nero, i tre merli sostenenti altrettanti rami d'olivo di verde, fogliati di tre foglie Motto: Auxilium meum a Domino (citato in (15)) |
|        | Comunelli (Firenze) D'azzurro, al leone d'oro (citato in (13)) |

### Cona
| Stemma | Casato e blasonatura |
| ------ | --- |
|        | Conati (Verona) Titoli: Nobile, Cavaliere dell'I. A. d'azzurro al braccio ristretto tenente una clava posta in banda, sormontata da 3 stelle (8), male ordinate; il tutto d'oro Cimieri: 1º il braccio dello scudo; 2º il volo con l'ala destra d'azzurro, carica di tre stelle (8) d'oro, male ordinate e la sinistra d'oro (citato in (4) – Vol. II pag. 521) |

### Conc
| Stemma | Casato e blasonatura |
| ------ | --- |
|        | Conca (Abruzzo) (la blasonatura non è stata ancora caricata) (citato in DAlena) |
|        | Conca (Fossano) Bandato d'oro e d'azzurro; con il capo di rosso, carico di una torre d'oro, aperta del campo, sostenuta dalla partizione (citato in (15)) |
|        | Concani o Concana (Nizza) D'oro, a tre rondelle di rosso (citato in (15)) |
|        | Conci (Roma) banda doppioinnestata di argento fiancheggiata da - 6 lune dello stesso poste in doppia banda con le corna rivolte verso il canton sinistro del capo tutto su azzurro (citato in LEOM) |
|        | Conci (Cesena) (la blasonatura non è stata ancora caricata) (citato in BLCW) Immagine in Blasone Cesenate. |
|        | Conciajo (Ravello) (la blasonatura non è stata ancora caricata) (citato in DAlena) |
|        | Concili (Cesena) (la blasonatura non è stata ancora caricata) (citato in BLCW) Immagine in Blasone Cesenate. |
|        | Concina (Venezia) (FR) Écartelé, au 1, failli en coupant, failli en partant et recoupé vers senestre, de gueules sur argent, aux 2 et 3, d'or, à la barre d'azur, ch. de trois alérions d'argent, posés dans le sens de la barre, et acc. de deux roses d'azur, au 4, d'argent, à un V de sable, posé en bande. Sur le tout un écusson coupé, couronné d'or: a. d'azur au lion naissant d'or, couronné du même, mouv. du coupé; b. de gueules à une étoile (8) d'or. (citato in JB Rietstap (archiviato dall'url originale il 17 giugno 2016).) |
|        | Concina del Tirolo (la blasonatura non è stata ancora caricata) (Immagine nella Raccolta stemmi Trippini (JPG).) |
|        | Concini d'azzurro alla sbarra d'argento, accompagnata in capo da una stella (6) d'oro, in punta (citato in (4) – Vol. II pag. 522) |
|        | Concini (Arezzo, Firenze) Inquartato: nel 1º e 4º d'azzurro, al monte di tre cime di rosso, cimato da tre piume d'argento; nel 2º e 3º d'azzurro, a due catene decussate d'argento, con il capo dell'Impero (citato in (13)) |
|        | Concini (Conegliano (Treviso), Roma) Titolo: Nobile inquartato: al 1º e 4º di rosso allo scaglione di argento rovesciato (Malgol); al 2º e 3º d'azzurro alla sbarra d'argento, accompagnata in capo da una stella (6) d'oro, in punta da una mezzaluna dello stesso, crescente (Concini) Cimieri: 1º la testa di drago di verde, uscente; 2º il semivolo d'azzurro alla sbarra d'argento, accompagnata come nel campo (citato in (4) – Vol. II pag. 522) |
|        | Concini (Trento) Titoli: Nobile, Cavaliere de Concin, Barone inquartato: al 1º e 4º di rosso allo scaglione di argento rovesciato; al 2º e 3º d'azzurro alla sbarra d'argento, accompagnata in capo da una stella (6) d'oro, in punta da un crescente dello stesso; sul tutto uno scudo d'azzurro carico di tre penne di struzzo d'argento, poste in palo, una accanto all'altra Cimieri: 1a destra la testa e collo di drago di verde, lanciante fuoco dalla bocca; nel centro una penna di struzzo d'argento fra due proboscidi di azzurro; a sinistra un semivolo d'azzurro caricato della sbarra, stella e crescente del secondo e terzo punto dello scudo (citato in (4) – Vol. II pag. 522) |
|        | Concini inquartato: nel 1º e 4º d'azzurro, al monte di sei cime d'argento, sormontato da tre penne d'oro; nel 2º e 3º d'oro, alle catene decussate d'argento, sormontate dall'aquila bicipite imperiale di nero (citato in (6) – pag. 46) |
|        | Conclubet (Abruzzo) (la blasonatura non è stata ancora caricata) (citato in DAlena) |

### Cond
| Stemma | Casato e blasonatura |
| ------ | --- |
|        | Condò (Napoletano) Titolo: barone di San Cesario, Castrì, Acquarica, Caprartica, San Donato, Terenzano, Trepuzzi; marchese di Trepuzzi; nobile patrizio di Monteleone (ora Vibo Valentia). troncato da una fascia in divisa di rosso, al primo d'oro alla testa di pavone al naturale, al secondo d'oro alla rosa bottonata di rosso (citato in (19)) Notizie storiche in Nobili napoletani. |
|        | Condolmiero (Cesena) (d'azzurro, alla banda d'argento) (citato in BLCW) Immagine in Blasone Cesenate. |
|        | Condorelli (Sicilia) D'azzurro, con due braccia di argento, moventi da' fianchi dello scudo, sostenenti una ghirlanda d'alloro dello stesso accompagnati in capo da una stella d'oro, ed in punta da tre gigli accollati dello stesso (citato in (26)) Notizie storiche in Famiglie nobili di Sicilia.                                                                                       |
|        | Condulmari (Recanati, Loreto) di azzurro alla banda d'argento (citato in (4) – Vol. II pag. 523) |
|        | Condulmer (Padova) Titoli: N.U.N.D., Patrizio veneto d'azzurro alla banda d'argento (citato in (4) – Vol. II pag. 523) |

### Cone
| Stemma | Casato e blasonatura |
| ------ | --- |
|        | Conestabile della Staffa Clementini (Perugia) d'azzurro al delfino al naturale natante sopra un mare dello stesso, sormontato in capo da tre gigli d'oro, divisi da un lambello di 4 pendenti di rosso (citato in (4) – Vol. II pag. 524)                                                                                                  |
|        | Conestabile della Staffa Clementini (Perugia) staffa di argento su rosso su - 4 foglie allungate di oro su rosso - delfino natante nel mare al naturale su azzurro - capo d'Angiò cucito - scaglione di argento su troncato di azzurro e di rosso - 3 stelle (8 raggi) di oro su troncato di azzurro e di rosso poste 2,1 (citato in LEOM) |

### Conf
| Stemma | Casato e blasonatura |
| ------ | --- |
|        | Confalone (Napoli, Ravello) Titolo: duca e patrizio di Ravello D'azzurro, al leone d'oro, tenente un gonfalone di rosso, caricato di una croce bianca, svolazzante a sinistra e astato d'oro (citato in (4) – Vol. II pag. 525 e in (16)) |
|        | Confalone (Scala) D'oro, al leone rampante d'azzurro (citato in (19)) alias: d'azzurro, al leone rampante d'oro impugnante con le zampe anteriori una bandiera spiegata di rosso caricata nel cantone sinistro da una crocetta del campo (citato in DAlena) d'azzurro, al leone rampante d'oro impugnante con le zampe anteriori una bandiera spiegata di rosso caricata nel canton sinistro di l'insegna della Sacra Religione Hyerosolimitana” (citato in (19)) alias: d'azzurro, al sole d'oro, tenente una banderuola svolazzante di rosso e asta d'oro (citato in DAlena) d'azzurro, al leone d'oro, tenente una banderuola svolazzante di rosso e astata d'oro (citato in (19)) Notizie storiche in Nobili napoletani.      |
|        | Confalone (Ravello) di azzurro al leone d'oro sostenente un gonfalone astato delIo stesso, sventolante di rosso e caricato dalla croce bianca patente di otto punte (citato in DAlena e in Chiese di Ravello.) |
|        | Confalonieri (Milano) partito: al 1º di rosso al braccio armato al naturale, movente dalla partizione, tenente uno stendardo (gonfalone) d'argento, caricato di una croce di rosso, svolazzante a destra; nel 2º palato d'oro e di rosso; al capo d'oro attraversante sulla partizione, caricato di un'aquila di nero, coronata d'oro Cimiero: l'aquila, fra due stendardi, come nello scudo, svolazzanti a destra e a sinistra (citato in (4) – Vol. II pag. 525) |
|        | Confalonieri (Milano) (la blasonatura non è stata ancora caricata) (Immagine nella Raccolta stemmi Trippini (JPG).) |
|        | Confalonieri (Milano, Merate (Brianza)) di rosso al gonfalone con asta da torneo d'argento, posto in sbarra Motto: Fortiter sustentum (citato in (4) – Vol. II pag. 526) |
|        | Confalonieri (Piacenza, Milano) Titolo: Nobile Di rosso al gonfalone di argento all'antica posto in banda e diviso in quattro lembi Motto: Iuris, iustitiae ac libertatis vindices sunt Confalonerii (citato in (4) – Vol. II pag. 526) |
|        | Confalonieri Di rosso, alla cornetta d'argento, fustata d'oro, posta in sbarra (citato in (5) - pag. 131) |
|        | Confalonieri o Gonfalonieri (Vercelli) Titolo: signori di Balocco, Villaregia; consignori di Roasenda D'argento, al leone di rosso, impugnante una bandiera a fiamma dello stesso, svolazzante attorno all'asta alias: D'argento, al gonfalone bifido d'oro, inforcante l'estremità dell'asta, posta in banda alias: Troncato, al 1° di rosso, a due pali d'oro, il primo addestrato da una lancia banderuolata, di […], posta in banda alias Di rosso, alla lancia banderuolata di […], posta in banda alias: D'azzurro, al leone d'argento, impugnante una bandiera a fiamma dello stesso, svolazzante attorno all'asta alias: D'oro, al leone al naturale (?), impugnante una bandiera a fiamma d'argento (?) (citato in (15)) |
|        | Confanoneriis (la blasonatura non è stata ancora caricata) (citato in DAlena) |
|        | Confienza (Vercelli) Di rosso, alla banda d'argento, carica di una stella del primo (citato in (15)) |
|        | Conforti (Parma) Titolo: Nobile d'argento al guerriero posto in maestà, tenente con la mano destra, in alto, un'asta con un drappo rosso, lungo, bifido, svolazzante in fascia, con la scritta Cum fortibus di argento; la sinistra sull'elsa della spada; l'asta sostenuta in basso da due leoni al naturale, affrontati; il tutto su un ristretto di terreno al naturale (citato in (4) – Vol. II pag. 528) |
|        | Conforto (Genova) Di rosso, a tre cuori d'oro, 2 e 1; col capo d'oro, all'aquila nascente di nero, coronata del campo. (citato in Crollalanza, vol. I, p. 315. |
|        | Conforto (Siracusa) di rosso, a tre cuori d'oro, posti 1 e 2 (citato in Mango) |

### Coni
| Stemma | Casato e blasonatura |
| ------ | --- |
|        | Coni (Cagliari, Selargius) Di rosso alla banda d'azzurro (citato in (4) – Vol. II pag. 528 e in DAlena) banda di azzurro su rosso (citato in LEOM) |
|        | Coni (San Gimignano, Firenze) Di..., alla fascia di..., accompagnata da sei palle di..., tre ordinate in capo e tre in punta, 2.1 (citato in (13)) |
|        | Coniglio (Sicilia) d'azzurro, alla fascia d'oro, sormontata da un sole dello stesso, accompagnata in punta da un coniglio aggruppato d'argento (citato in Crollalanza, vol. I, p. 315., in (2) – p. 159, in DAlena e in Mango) D'azzurro, con una fascia d'oro sormontata da un sole d'oro, ed un coniglio aggruppato d'argento posto in punta (citato in (26)) Notizie storiche in Famiglie nobili di Sicilia. |

### Conn
| Stemma | Casato e blasonatura                                                                       |
| ------ | ------------------------------------------------------------------------------------------ |
|        | Connata o Cannada (Sicilia) (la blasonatura non è stata ancora caricata) (citato in Mango) |

### Conr
| Stemma | Casato e blasonatura                                                     |
| ------ | ------------------------------------------------------------------------ |
|        | Conradis (la blasonatura non è stata ancora caricata) (citato in DAlena) |

### Cons
| Stemma | Casato e blasonatura |
| ------ | --- |
|        | Consales (Sicilia) D'azzurro, con un braccio armato movente dal fianco sinistro dello scudo impugnante una spada d'argento alta in palo (citato in (26)) Notizie storiche in Famiglie nobili di Sicilia. |
|        | Consalvo (Molise) (la blasonatura non è stata ancora caricata) (citato in DAlena) |
|        | Consiglia (Tropea) in campo azzurro con tre conchiglie d'argento poste due in capo ed una in punta (citato in BLCL) Immagine in Tropea Magazine. |
|        | Consiglia (Tropea) (LA) campum ceruleum cum tribus conculis argenteis due superius altera inferius (citato in BLCL) Notizie storiche in Tropea Magazine. |
|        | Consiglio Cisti (Toscana) (DE) 3 Schrägbalken (citato in (28)) |
|        | Consiglio da Cascia (Firenze) Di rosso, a sei uccelli posati d'argento, 3.2.1. alias Di rosso, a sei uccelli posati d'argento, ordinati in cinta alias: Di…, a quattro catene di…, moventi dai quattro angoli dello scudo e riunite in cuore da un anello di… (citato in (13))                                                                                          |
|        | Consili (Molfetta) d'oro, a 3 cornacchie di nero imbeccate e membrate di rosso, 2 in capo affrontate e 1 in punta (citato in ) |
|        | Consini (Firenze) Di…, al ponte ad un'arcata di…, fondato sulla riviera di…, e sostenente due torri di… (citato in (13)) |
|        | Consolati (Castel Seregnano, Trento) 2 leoni controrampanti alla tedesca di oro su azzurro - palato (6 pezzi) di rosso di oro e di azzurro - trinciato di oro e di argento (citato in LEOM) |
|        | Consolati (Cesena) (la blasonatura non è stata ancora caricata) (citato in BLCW) Immagine in Blasone Cesenate. |
|        | Console (Villafranca) Partito, al 1° fasciato controfasciato d'argento e d'azzurro, al 2° fasciato ondato d'azzurro e d'argento, con il capo d'oro, carico di un'aquila di nero, con la testa rivoltata e coronata, dello stesso (citato in (15)) |
|        | Consolini (Pistoia) Di rosso, alla fascia doppiomerlata d'argento (citato in (13)) |
|        | Consorti (Firenze) Troncato: nel 1?? d'azzurro, a tre gigli d'oro, 1.2; nel 2?? d'azzurro, al palo del campo doppiobordato d'oro e caricato di un filetto increspato dello stesso; con la fascia di rosso, caricata di tre stelle a otto punte d'oro, passata sulla troncatura (citato in (13))                                                                         |
|        | Consorti (Abruzzo) (la blasonatura non è stata ancora caricata) (citato in DAlena) |
|        | Constantin (Nizza) Titolo: marchesi, consignori di Castelnuovo, Cadenetta, San Giovanni d'Aurelia, Peglione D'argento, alla banda di rosso, accostata da sei gigli dello stesso, ciascuno in banda (citato in (15)) |
|        | Constantin (Nizza) Tagliato, d'azzurro, a due stelle d'oro in palo, e di rosso, al leone d'oro, armato di spada d'argento, attraversante i due campi (citato in (15)) |
|        | Constantin de Magny (Susa, Torino, Savoia) Titolo: conti, signori di Magny D'azzurro, al cervo d'oro passante, attraversante sul tronco di una quercia, di verde (citato in (15)) cervo passante di oro attraversante - tronco di una quercia sradicata di verde su azzurro (citato in LEOM) Motto: Velocitate et constantia - L'espoir du mieulx à present me contente |
|        | Constantini o Costantino (Bra) Un scudo d'oro seminato di gigli di gueules framezzate da tre bende dell'istesso il tutto cinto da una bordura d'azurro Motto: Spes et securitas (citato in (15)) |
|        | Constanzo o Costanzo (Biella) Di rosso, a sei coste umane, d'argento, ordinate in due pali, ciascuna posta in fascia, con il capo cucito d'azzurro, al leone illeopardito, d'oro Motto: Constanter vincunt (citato in (15)) |

### Cont
| Stemma | Casato e blasonatura |
| ------ | --- |
|        | Conta (Alessandria) D'azzurro, all'aquila coronata, scaccata di nero e d'argento (citato in (15)) |
|        | Contarini o Contarini San Samuele (Genova, Como, Padova) d'oro, a tre bande di azzurro (citato in (4) – Vol. II pag. 528) 3 bande di azzurro su oro (citato in LEOM) |
|        | Contarini (Girgenti) partito: al 1º d'oro, a tre bande di azzurro (Contarini); nel 2º inquartato in decusse: al 1º e 4º d'argento al castello di nero di tre torri; al 2º e 3º d'oro, alla croce di rosso, accantonata da quattro crocette dello stesso, scorciate (Morreale) (citato in (4) – Vol. II pag. 528 e in Mango) |
|        | Contarini (Girgenti, Agrigento)Titolo: duca di Castrofilippo, nobile dei duchi, marchese troncato: nel 1º d'argento, all'aquila dal volo abbassato, coronata di nero; nel 2º di rosso, al leone coronato d'oro (citato in (4) – Vol. II pag. 528, in (16) e in (26)) diviso; nel 1° d'argento, con un'aquila spiegata e coronata di nero; nel 2° di rosso, con un leone coronato d'oro (citato in (26)) alias: partito: 1° d'oro a tre bande d'azzurro (Contarini), 2° inquartato: 1° e 4° d'argento al castello di nero, 2° e 3° alla croce di rosso accantonata da quattro crocette di rosso (Morreale) (citato in (16) e in (26)) Notizie storiche in Famiglie nobili di Sicilia. Ulteriori notizie storiche in Famiglie nobili di Sicilia. |
|        | Contarini del Zaffo (Villa del Conte) croce patente di rosso su oro - 3 bande di azzurro su oro (citato in LEOM) |
|        | Conte o Conta (Biella) Titolo: consignori di Castellengo D'argento, al castello di rosso, aperto, di due torri merlate alla guelfa, con il capo d'azzurro, carico di cinque gigli d'oro, ordinati in fascia, e sormontati da un lambello di rosso, di cinque gocce alias Troncato: al 1° d'azzurro, a cinque gigli d'oro, ordinati in fascia e sormontati da un rastrello di rosso, cucito, di cinque denti; al 2° d'argento, al castello di rosso (citato in (15)) |
|        | Conte o Conti (Messina, Palermo) Titolo: barone di Casalbianco, Goderano troncato d'oro e di rosso (citato in Mango) campo d'oro, diviso di rosso (citato in (26)) Corona di barone Notizie storiche in Famiglie nobili di Sicilia. |
|        | Conte Barili (Firenze) d'oro, alla banda di sette losanghe accollate di rosso (Immagine nella Raccolta stemmi Trippini (JPG).) |
|        | Conte di Sansuerre (Toscana) (DE) In Silber 2 rote Schrägbalken (citato in (28)) |
|        | Conter (Brescia) nuvola al naturale uscente dal capo scaricante fulmine di rosso sulla cima di un monte di verde uscente dalla punta su argento (citato in LEOM) |
|        | Conter (Muscoline, Salò, Desenzano, Carzago della Riviera) d'azzurro a una stella d'oro con otto punte, al fulmine d'oro, uscente da una nube al naturale e scendente a colpire una montagna di verde in punta (citato in Piovanelli) |
|        | Contestabile (la blasonatura non è stata ancora caricata) (citato in ) |
|        | Contestabile (Cosenza) Titolo: patrizi di Cosenza D'azzurro, al leone d'oro (citato in (16)) |
|        | Contestabile (Iatrinopoli) (la blasonatura non è stata ancora caricata) (Immagine nella Raccolta stemmi Trippini (JPG).) |
|        | Contestabile Ciaccio (Cosenza) Titolo: patrizi di Cosenza d'azzurro al leone d'oro (citato in (16)) leone rampante di oro su azzurro (citato in LEOM) |
|        | Conti (Castrocaro) di rosso, alla fascia d'argento caricata di 3 gigli del campo sormontata da una granata d'oro esplodente di rosso accompagnata in punta da 3 bande pure d'argento (citato in (2) – pag. 298 e in DAlena) |
|        | Conti (Faenza, Pisa) d'argento alla palma di verde fruttifera di tre pezzi d'oro, piantata sopra un monte di sei cime dello stesso movente da un terreno al naturale in punta, e sormontato da una stella d'otto raggi d'oro attraversante su un serpente di verde ondeggiante in fascia nel capo (citato in (4) – Vol. II pag. 529) |
|        | Conti (Civitanova) troncato: di azzurro e di verde: al 1º caricato di tre stelle di 6 raggi (d'oro) male ordinate; al 2º ad un pesce al naturale natante sopra un mare azzurro ondato di argento (citato in (4) – Vol. II pag. 529) |
|        | Conti (Civitanova Marche) fascia di rosso su troncato di azzurro e di verde - 3 stelle (6 raggi) di oro poste 1,2 su azzurro - pesce al naturale su campagna mareggiata di azzurro su verde (citato in LEOM) |
|        | Conti e De Conti (Mantova) Titoli: Nobile, Conte palatino inquartato: d'argento e di rosso, il 1º punto all'aquila di nero, linguata di rosso, coronata d'oro Cimiero: l'aquila di nero linguata di rosso (citato in (4) – Vol. II pag. 529) |
|        | Conti (Venezia) di rosso, all'aquila scaccata d'oro e di nero (citato in (5) - pag. 156) alias: inquartato: nel 1º e 4º partito d'argento e di nero, all'aquila spiegata dell'uno all'altro; nel 2º e 3º palato di rosso e d'oro di otto pezzi (FR) écartelé au premier et dernier, parti d'argent et de sable avec une Aigle éployée de l'un en l'autre, au second et troisième palé de gueules et d'or de huit pièces (immagine dello Stemmario reale di Baviera.) |
|        | Conti o Domus Comitum (Roma) di rosso, all'aquila scaccata d'oro e di nero (immagine dello Stemmario reale di Baviera.) |
|        | Conti (Firenze) D'azzurro, all'albero al naturale nodrito su un monte di sei cime d'oro (citato in (13)) (DE) In Blau 1 schwebender goldener Sechsberg, oben besetzt mit 1 naturfarbenen Laubbaum (citato in (28)) |
|        | Conti (Livorno, Pisa) D'azzurro, all'albero di palma al naturale, nodrito su un monte di tre cime d'oro alias Troncato: nel 1º d'azzurro, all'albero di palma al naturale, fruttifero d'oro, nodrito su un monte di tre cime dello stesso; nel 2º di rosso, allo scaglione d'oro, accompagnato in punta da un crescente montante d'argento alias Inquartato: nel 1º e 4º troncato: a/ d'azzurro, all'albero di palma di verde, nodrito su un monte di tre cime d'oro; b/ di rosso, allo scaglione d'oro; nel 2º e 3º di cielo, a tre piante di vite, nodrite sul terreno lambito dal mare, il tutto al naturale alias Inquartato: nel 1º e 4º troncato d'azzurro e di rosso, il secondo caricato di uno scaglione d'oro, accompagnato in punta da un crescente montante d'argento; nel 2º e 3º di cielo, a tre piante di vite, nodrite sul terreno lambito dal mare, il tutto al naturale; sul tutto d'argento, all'albero di palma al naturale, fruttifero d'oro, nodrito su un monte di tre cime dello stesso (citato in (13)) |
|        | Conti (Roma) D'azzurro, all'albero di palma al naturale, nodrito su un monte di sei cime d'oro (Immagine nell' Archivio Storico Capitolino (PDF) (archiviato dall'url originale il 4 marzo 2016).) |
|        | Conti (Pisa) D'oro, al leone rivolto d'azzurro (citato in (13)) |
|        | Conti (Torino) D'azzurro, alla banda d'oro, carica di tre [...], di rosso (citato in (15)) |
|        | Conti (Fossano) D'oro, all'aquila coronata, scaccata di nero e del campo (citato in (15)) |
|        | Conti o Conti di Pistoia (Toscana) (DE) In Gold 1 roter Löwe, überdeckt von 1 blauen Schrägbalken (citato in (28)) |
|        | Conti (Cesena) (d'oro, all'aquila scaccata d'argento e di rosso) (citato in BLCW) Immagine in Blasone Cesenate. |
|        | Conti Barbaran (arma antica) (Vicenza, Belluno) Titoli: Nobile, Conte palato di rosso e d'argento (citato in (4) – Vol. II pag. 530) |
|        | Conti Barbaran (Vicenza, Belluno) Titoli: Nobile, Conte partito: nel 1º palato di rosso e d'argento; nel 2º d'azzurro al leopardo illeonito al naturale (citato in (4) – Vol. II pag. 530) |
|        | Conti Carli d'azzurro alla freccia d'argento posta in palo, volta all'insù e accompagnata in capo d tre stelle d'oro di 6 punte, male ordinate (citato in (4) – Vol. III pag. 128) |
|        | Conti da Certaldo (Toscana) (DE) In Silber 3 goldene Pfähle (citato in (28)) |
|        | Conti da Spagliena (Firenze) Di rosso, all'aquila dal volo abbassato scaccata di nero e d'argento, coronata d'oro (citato in (13)) |
|        | Conti de Gangalandi (Toscana) (DE) In Rot 3 silberne Pfähle (citato in (28)) |
|        | Conti del Nicchio (Firenze) D'azzurro, all'albero di pino al naturale, fruttifero d'oro, nodrito su un monte di sei cime dello stesso, e con il tronco accollato da due bisce decussate e ridecussate di verde (citato in (13)) |
|        | Conti Guidi di rosso al leone d'oro (citato in (4) – Vol. III pag. 636) |
|        | Conti Guidi o Guidi (Firenze) partito d'argento e di rosso al leone affrontato controrampante dell'uno nell'altro (citato in (2) – pag. 227 e in DAlena) (DE) In silber-rot gespaltenem Feld 2 einwärtsgekehrte Löwen in verwechselten Tinkturen (citato in (28)) |
|        | Contin (Venezia) leone al naturale passante su 2 torri di un castello di rosso con i contrafforti delle torri e del castello di argento spada di azzurro manicata di oro in banda in destra - aquila di nero coronata di oro sul dorso del leone su argento (citato in LEOM) |
|        | Contini (Firenze) Troncato: nel 1?? di..., alla cometa di...; nel 2?? di..., al monte di tre cime di... (citato in (13)) |
|        | Contini Bonacossi (Roma) banda di rosso su 2 fasce di oro su azzurro - 2 stelle (5 raggi) di argento in palo su azzurro (citato in LEOM) |
|        | Contone o Controne (Napoli, Messina) d'azzurro, al monte di tre cime al naturale, movente dalla punta, sostenente una torre d'oro (citato in Mango) |
|        | Contrari (Asolo) (la blasonatura non è stata ancora caricata) (citato in DAlena) |
|        | Contrari (Venezia) (FR) Losangé d'azur et d'or. (citato in JB Rietstap (archiviato dall'url originale il 17 giugno 2016).) |
|        | Contrera o Contreras o Incontrera (Sicilia) di rosso, al castello, merlato di tre pezzi d'oro, aperto e finestrato del campo, murato di nero (citato in Mango) di rosso, con una torre d'oro, aperta e finestrata del campo (citato in (26)) Notizie storiche in Famiglie nobili di Sicilia. |
|        | Contri (Firenze) D'azzurro, alla gemella in banda d'argento (citato in (13)) |
|        | Contri (Toscana) (DE) In Blau 2 goldene Rosen, 1 strahlende gesichtete Sonne und 2 goldene Rosen 2:1:2 gestellt (citato in (28)) |
|        | Contri del Morata (Siena) D'oro, alla fascia d'azzurro accompagnata da due leoni leoparditi dello stesso, 1.1; e alla bordura pure d'azzurro, caricata di sedici stelle a otto punte del campo (citato in (13)) |
|        | Contrini (Firenze) Di..., a quattro fasce di..., e a tre stelle a otto punte di..., poste fra le due fasce centrali (citato in (13)) |
|        | Controni (Lucca) di rosso al drago alzato di verde attraversato dalla fascia d'argento, cimato sulla testa di una colomba dello stesso, con un ramoscello di olivo nel becco (citato in (4) – Vol. II pag. 530) |
|        | Controni (Lucca) D'oro, al drago (o biscione) mutilo delle ali e delle branche, posto in palo di verde, attraversato dalla fascia di rosso, e sostenente sulla testa una colomba d'argento tenente nel becco un ramoscello di verde (citato in (13)) |
|        | Contucci (Montepulciano) d'azzurro, al liocorno d'oro, inalberato (citato in (2) – pag. 339 e in DAlena) D'azzurro, al liocorno inalberato d'oro (citato in (13)) (DE) In Blau 1 goldenes Einhorn (citato in (28)) liocorno di oro rampante su azzurro (citato in LEOM) (la blasonatura non è stata ancora caricata) (citato in BNDD) Immagine ne L'araldica sarteanese nei secoli. |
|        | Contugi (Volterra) Troncato ondato d'oro e d'azzurro, a due stelle a otto punte del primo, e una stella a sei punte del secondo, dell'uno nell'altro (citato in (13)) |
|        | Conturbia (Lombardia) di rosso, a due leoni controrampanti d'oro, sormontati da una stella a sei raggi dello stesso; al capo d'oro, caricato di un'aquila di nero coronata del campo (Immagine nella Raccolta stemmi Trippini (JPG).) |
|        | Conturbia (Milano) di rosso, a due leoni controrampanti d'oro, sostenenti una stella a otto raggi dello stesso; al capo d'oro, caricato di un'aquila di nero coronata del campo (Immagine nella Raccolta stemmi Trippini (JPG).) |

### Conv
| Stemma | Casato e blasonatura |
| ------ | --- |
|        | Convalli (Pescia) Di..., al monte di tre cime di..., sormontato da un'aquila dal volo spiegato di... alias Di..., al monte di tre cime di..., sostenente un'aquila sorante di... (citato in (13)) |
|        | Convenevoli (Firenze) Di..., al sole di...; con il capo d'Angiò (citato in (13)) |
|        | Convenevoli (Prato) D'oro, al sole di rosso alias D'oro, al sole di rosso; con il capo d'Angiò (citato in (13))                                                                                   |
|        | Conversini (Pistoia) scaccato di azzurro e d'oro di 6 file (citato in (4) – Vol. II pag. 531) Scaccato di sei file d'azzurro e d'oro (citato in (13))                                             |
|        | Conversini o Conversini di Pistoia (Toscana) (DE) Blau-gold gemauert (citato in (28)) |

### Conz
| Stemma | Casato e blasonatura |
| ------ | --- |
|        | Conzani (Alessandria) Titolo: conti di Revignano; consignori di Conzano Bandato di rosso e d'oro, con il capo d'oro, carico di un'aquila di nero, sostenuto d'azzurro (citato in (15)) bandato di rosso e di oro - capo d'Impero - trangla di azzurro (citato in LEOM) Motto: Vincit amor patriae |

### Coo
| Stemma | Casato e blasonatura |
| ------ | --- |
|        | Coopmans (Como) troncato: al 1º di rosso all'aquila d'oro sostenuta da una mezzaluna d'argento, rovesciata; al 2º palato d'oro e di azzurro di otto pezzi; il terzo palo d'oro, attraversato da una mezzaluna di argento, rovesciata (citato in (4) – Vol. II pag. 532) |

### Cop
| Stemma | Casato e blasonatura |
| ------ | --- |
|        | Copa (Cesena) (la blasonatura non è stata ancora caricata) (citato in BLCW) Immagine in Blasone Cesenate. |
|        | Copasso (Torino, Bra, Napoli) D'azzurro, allo scaglione d'argento, carico di tre gigli a piombo, cuciti, d'oro, accompagnato da tre rose d'oro, gambute e fogliate di due, al naturale, con il capo d'oro, a tre losanghe di rosso, in fascia Motto: Cum pace fides (citato in (15)) |
|        | Cope di Valromita Biddle (Verona) fascia di argento su rosso - cinghiale di nero passante sulla fascia afferrante con la bocca un frutto di melograno al naturale (citato in LEOM) |
|        | Cope di Valromita Biddle (Roma) cinghiale di nero passante su fascia di argento su rosso (citato in LEOM) |
|        | Cope di Valromita Biddle (Roma) 3 gigli di oro su scaglione di azzurro su argento - 3 rose di rosso stelate e fogliate di verde poste 2,1 su argento (citato in LEOM) |
|        | Copi (Cesena) (la blasonatura non è stata ancora caricata) (citato in BLCW) Immagine in Blasone Cesenate. |
|        | Coppa (Alessandria) Gru (citato in DAlena) |
|        | Coppa (Molise) D'azzurro alla coppa d'oro con tre stelle dello stesso male ordinate, poste in capo (citato in DAlena) |
|        | Coppa (Casale) Titolo: conti di Valmacca; consignori di Brusasco Troncato, al 1º d'argento, alla gru con la sua vigilanza, al naturale, al 2º d'azzurro, a una coppa sormontata da tre stelle ordinate in fascia, il tutto d'oro alias Troncato, al 1º d'argento, alla gru con la sua vigilanza, al naturale, al 2º d'azzurro, a una coppa sormontata da tre gigli ordinati in fascia, il tutto d'oro Motto: Fides ut vigilet (citato in (15)) |
|        | Coppa (Tollegno) D'azzurro, allo scaglione sorreggente sulla sommità una coppa, sostenuta da due leoncini coronati, il tutto d'oro (citato in (15)) |
|        | Copperi (Chieri) D'argento, a nove moscature di ermellino, 3, 3, 2, 1, con il capo di rosso (citato in (15)) |
|        | Coppi (Livorno, Firenze) D'argento, allo scaglione di rosso, accompagnato da tre coppe d'oro, 2.1 (citato in (13)) alias Troncato: nel 1º d'azzurro, al leone d'argento nascente da un calice d'oro, accompagnato ai lati da due stelle a otto punte dello stesso; nel 2º d'argento, allo scaglione di rosso, accompagnato da tre coppe d'oro, 2.1 (citato in (13)) alias (DE) Unter 1 blauen Schildhaupt, darin 1 goldener Humpen oben besetzt mit 1 wachsenden silbernen Löwen und beidseitig begleitet von je 1 achtstrahligen goldenen Stern, in Silber 1 roter Sparren, allseitig begleitet von je 1 goldenen Humpen (citato in (28)) |
|        | Coppi (Firenze) leone rampante al naturale nascente da coppa di oro su azzurro - 2 stelle (8 raggi) di oro su azzurro - scaglione di rosso su argento - 3 coppe coperte di oro poste 2,1 su argento (citato in LEOM) |
|        | Coppi (Livorno) scaglione di oro su azzurro - 3 coppe coperte di oro poste 2,1 su azzurro (citato in LEOM) |
|        | Coppini (Pontremoli) d'azzurro alla coppa d'oro sostenente un drago alato dello stesso (citato in (4) – Vol. II pag. 532) |
|        | Coppini (Firenze, Prato) D'azzurro, al leone sedente d'argento, tenente una tazza (o coppa) d'oro, accompagnato in capo da un lambello a quattro pendenti di rosso (citato in (13)) |
|        | Coppini (Firenze, Prato) D'azzurro, alla coppa (o calice) d'oro, accompagnata ai lati da due stelle a otto punte dello stesso e sormontata da un ramo di rosaio posto in fascia al naturale, e fiorito di un pezzo di rosso (citato in (13)) |
|        | Coppini (Firenze) D'azzurro, al leone d'argento nascente da una coppa d'oro, accompagnata ai lati da due stelle a otto punte dello stesso (citato in (13)) |
|        | Coppini (Firenze, Prato) D'azzurro, alla coppa d'oro posta fra due leoni affrontati d'argento, armati e lampassati di rosso (citato in (13)) |
|        | Coppini (Pistoia) Troncato d'argento e di rosso, alla rosa del secondo nel primo (citato in (13)) |
|        | Coppini (Pistoia) Partito di verde e di rosso, al leone attraversante d'oro, sostenuto da una palla pure attraversante d'argento, caricata della croce di rosso (citato in (13)) |
|        | Coppini (Pontremoli) D'azzurro, alla coppa d'oro, sostenente un drago aggruppato (talora rivolto) con una zampa alzata dello stesso (citato in (13)) |
|        | Coppini (Prato) Di..., alla coppa di... (citato in (13)) |
|        | Coppini o Coppini della Scala (Firenze) D'azzurro, alla coppa d'oro (citato in (13)) (DE) In Blau 1 goldener Pokal (citato in (28)) |
|        | Coppo (Venezia) (FR) De gueules, au chevron d'or, acc. de trois coupes couvertes du même. (In italiano: Di rosso, allo scaglione d'oro, accompagnato da tre coppe coperte dello stesso). (citato in JB Rietstap (archiviato dall'url originale il 17 giugno 2016).) |
|        | Coppola (Napoli) Titolo: patrizio napoletano, duca di Canzano, principe di Montefalcone; marchese di Missanello; conte di Cariati, Priego, S,R,I, d'azzurro alla coppa d'oro (citato in (19)) alias d'azzurro alla coppa d'oro, circondata da cinque gigli del medesimo (citato in (4) – Vol. II pag. 532, in DAlena, in (16) e in (19)) Motto: Fides et pietas Notizie storiche in Nobili napoletani. |
|        | Coppola (Monte San Giuliano) Titolo: nobile d'azzurro, seminato di gigli d'oro, alla coppa dello stesso, attraversante sul tutto (citato in (4) – Vol. II pag. 533, in Mango e in (26)) Notizie storiche in Famiglie nobili di Sicilia. Ulteriori notizie storiche in Famiglie nobili di Sicilia. |
|        | Coppola (Catanzaro) D'azzurro alla coppa d'oro in palo (citato in DAlena e in BLCL) |
|        | Coppola (Ravello) D'azzurro al calice d'oro circondato da cinque gigli del medesimo (citato in DAlena e in Chiese di Ravello.) |
|        | Coppola (Napoli, Castellammare di Stabia) coppa di oro su azzurro - 5 gigli di oro posti in semicerchio su azzurro (citato in LEOM) |
|        | Coppola (Napoletano) d'azzurro, ad un calice d'oro attorniato da cinque gigli di Francia, tre nel capo ed uno per ciascun lato (citato in (33)) |
|        | Coppola (Scala, Napoli, Castellammare di Stabia) Titolo: principe di Gallicchio; conte di Sarno; patrizio di Scala D'azzurro, alla coppa d'oro sostenuta da due leoni dello stesso (citato in DAlena, in (16) e in (19)) Notizie storiche in Nobili napoletani. |
|        | Coppola (Palermo, Monte San Giuliano) Titolo: nobili di Sicilia d'azzurro alla coppa d'oro seminata di 7 gigli dello stesso (l'immagine disponibile porta 12 gigli) (citato in (16)) d'azzurro, seminato di gigli d'oro, ed una coppa dello stesso, broccante sul tutto (citato in (26)) Corona di barone Notizie storiche in Famiglie nobili di Sicilia. |
|        | Coppola (Molise) D'azzurro, alla coppa d'oro sostenuta da due leoni dello stesso alias d'azzurro seminato di gigli d'oro alla coppa d'oro attraversante sul tutto (citato in DAlena) |
|        | Coppola (Tropea) di azzurro alla coppa d'oro circondata da cinque gigli dello stesso (citato in BLCL) Immagine e notizie storiche in Tropea Magazine. |
|        | Coppola (Tropea) (d'azzurro, alla coppa sostenuta da due leoni dello stesso) (citato in BLCL) Immagine e notizie storiche in Tropea Magazine. |
|        | Coppoli (Firenze) Di rosso, alla fascia d'oro, accompagnata da tre coppe chiuse dello stesso, 2.1 (citato in (13)) (DE) In Rot 1 goldener Balken, oben besetzt mit 2, unten begleitet von 1 goldenen Humpen (citato in (28)) |
|        | Coppolino di Castroreale (Sicilia) d'azzurro, con una coppa di argento contenente rami di lino di verde, sostenuta da due lioni d'oro (citato in (26)) Notizie storiche in Famiglie nobili di Sicilia. |
|        | Coppula (Tropea) (LA) campum ceruleum in medio Calix aureus et circiter eum quinque lilia aurea (citato in BLCL) Notizie storiche in Tropea Magazine. |
|        | Coppula Coralmi (Firenze) Troncato: nel 1?? di..., alla stella a otto punte di...; nel 2?? di..., al crescente montante di... (citato in (13)) |